# Le Fanatisme ou Mahomet le Prophète
Le Fanatisme ou Mahomet est une tragédie de Voltaire écrite en 1739 et jouée pour la première fois à Lille le 25 avril 1741 au théâtre de la rue de la Vieille Comédie, puis à Paris le 9 août 1742. Voltaire retira sa pièce après trois représentations pour prévenir une interdiction par le Parlement de Paris.

## Résumé
La pièce se déroule pendant le siège de la Mecque par Mahomet en 630. Au cœur de sa pièce, l'affrontement entre Mahomet et le vieux Zopire, Schérif (Cheikh) de La Mecque, dont les deux enfants furent enlevés, jadis, par son ennemi. Or, Zopire tient captifs deux esclaves du Prophète, Séide et Palmire, ignorant qu'ils sont, en réalité, ses propres enfants. Cet argument — l'échange des enfants à l'insu d'un père prêt à venger leur absence — est l'un des ressorts les plus classiques de la tragédie, depuis Eschyle jusqu'à Verdi. Il est ici prétexte à un face-à-face philosophique entre Mahomet et Zopire. Mahomet, qui assiège La Mecque, donne le choix à Zopire : revoir les siens ou défendre sa patrie. Zopire, vieillard inexorable, ne fléchit point et, tel le Créon de Sophocle, préfère sa cité à sa descendance. Mahomet, rongé par la haine, convainc alors le jeune Séide d'assassiner Zopire, son propre père : « L'amour, le fanatisme, aveuglent sa jeunesse ; // Il sera furieux par excès de faiblesse ».
Voltaire désigne la vertu comme principal ressort du fanatisme. Ainsi, Mahomet apparaît comme un nouveau César, un stratège sachant que l'Empire romain n'est plus, que la Perse est vaincue, que l'Inde est réduite en esclavage, que l'Égypte est abaissée, et que Byzance ne luit plus. L'heure de l'Arabie est enfin arrivée : « Il faut un nouveau culte, il faut de nouveaux fers ; // Il faut un nouveau Dieu pour l'aveugle univers ».
Mahomet voit donc sa religion comme une politique. Ne croyant pas aux dogmes qu'il impose au peuple, il sait que ce dernier les épousera avec la fureur des fanatiques. Le Mahomet de Voltaire revendique le droit de berner le peuple pour peu que ce soit avec grandeur, et sert un dieu appelé Intérêt, auquel Voltaire oppose l’Équité. Par cette charge contre l'islam, Voltaire dénonce le fanatisme de toutes les religions monothéistes, ainsi que toute forme d'impérialisme.

## Analyse
Avec Mahomet, l’auteur dénonce, du moins en apparence à travers le personnage de Mahomet, le fanatisme et l’intégrisme religieux de l’islam. La pièce connait un succès mitigé à sa représentation à Lille en avril 1741. Voltaire la retire après trois représentations à la  Comédie-Française pour prévenir une interdiction. 
Comme souvent chez Voltaire, ce sont pourtant « l'intolérance de l'Église catholique et les crimes commis au nom du Christ » qui sont les premiers visés par le philosophe des Lumières. C'est bien ce qu'avoue Voltaire lui-même dans une lettre de 1742 : « Ma pièce représente, sous le nom de Mahomet, le prieur des Jacobins mettant le poignard à la main de Jacques Clément ». Voltaire se retrouve d'ailleurs immédiatement en ligne de mire des dévots qui ne s'y trompent pas. Il est aussi attaqué en justice pour impiété et scélératesse, et doit retirer sa pièce.
Voltaire précise sa pensée en 1748 dans un article sur le Coran paru à la suite de sa tragédie de Mahomet : « Si son livre est mauvais pour notre temps et pour nous, il était fort bon pour ses contemporains, et sa religion encore meilleure. Il faut avouer qu’il retira presque toute l’Asie de l’idolâtrie ».
Selon Raymond Trousson, Voltaire était tout à fait « conscient de l'entorse donnée à la vérité historique » et il parlera par la suite tout autrement de Mahomet dans son Essai sur les mœurs et l'esprit des Nations.
On ne saurait toutefois attribuer à Voltaire lui-même, comme s'il exprimait là sa propre pensée, l'apologie de Mahomet qu'il prête à un Turc dans Il faut prendre un parti (1772) .

## Réactions à la pièce

### XVIIIesiècle
Au XVIIIe siècle, dans Paris et les faubourgs, aucun comédien n'a le droit de parler en français sur les planches, ce monopole revenant aux acteurs de la Comédie-Française, subventionnée par l’État. En échange, celui-ci contrôle tout. En 1741, il force Voltaire à retirer sa pièce après trois représentations.

### XIXesiècle
Napoléon Bonaparte n'apprécie pas la pièce. Il dit à Goethe, lors de leur rencontre le 2 octobre 1808, que « ce n'est pas un bon ouvrage ». En exil à Sainte-Hélène, il condamne encore la pièce,.
Pour Ernest Renan  : « Toute l'énergie qui s'était déployée dans la fondation de la religion nouvelle appartient à Omar, le glaive qui tranche et décide. On ne peut douter que le caractère réservé de Mahomet n'eût compromis le succès de son œuvre s'il n'eût rencontré cet impétueux disciple, toujours prêt à tirer le sabre contre ceux qui n'admettaient pas sans examen la religion dont il avait été le plus ardent persécuteur. La conversion d'Omar fut le moment décisif dans le progrès de l'islamisme. (...) L'audace d'Omar, son ostentation à s'avouer musulman, la terreur qu'il inspirait, leur donnèrent la confiance de paraître au grand jour. (...) Mahomet nous apparaît comme un homme doux, sensible, fidèle, exempt de haine. Ses affections étaient sincères ; son caractère, en général, porté à la bienveillance… Rien de moins ressemblant à cet ambitieux machiavélique  et sans cœur qui explique en inflexibles alexandrins ses projets à Zopire ».

### XXIesiècle
En décembre 2005, dans le contexte de l'affaire des caricatures de Mahomet (septembre 2005 – avril 2006), a lieu à Saint-Genis-Pouilly une tentative d'empêcher la pièce d'être présentée par Hervé Loichemol.
Hervé Loichemol avait déjà essuyé  à Genève un refus de faire jouer la pièce. Celui-ci avait accusé Tariq Ramadan d’avoir incité à la censurer.  

Tariq Ramadan rédige une lettre ouverte publiée dans la Tribune de Genève dans laquelle il déclare : 

« Aux abords des espaces intimes et sacrés, ne vaut-il pas mieux parfois s’imposer le silence ? Il se peut que la pièce ne provoque aucune manifestation, ni aucun dérapage visible, mais soyez assuré que ses conséquences affectives seront bien réelles : ce sera une pierre de plus à cet édifice de haine et de rejet dans lequel les musulmans sentent qu’on les enferme. »

Le Maire de Genève, Alain Vaissade expliqua plus tard sur les ondes de la Radio Suisse Romande (Forum, octobre 1993) que le refus de subvention a été pris par les autorités sans avoir consulté les musulmans et qu’il n’avait jamais rencontré Ramadan avant et après cette affaire[réf. souhaitée].
Caroline Fourest, dans la revue politique Prochoix, affirme le contraire. Pour elle, Ramadan a joué sa part dans la décision de ne pas subventionner la pièce d'Hervé Loichemol.
En août et septembre 2022, la pièce est représentée au Théâtre du Nord-Ouest à Paris, dans une mise en scène d'Erwan Barillot.